# Будинок взаємного страхування (Париж)
48°50′56″ пн. ш. 2°21′02″ сх. д. / 48.84875° пн. ш. 2.3505555555556° сх. д.

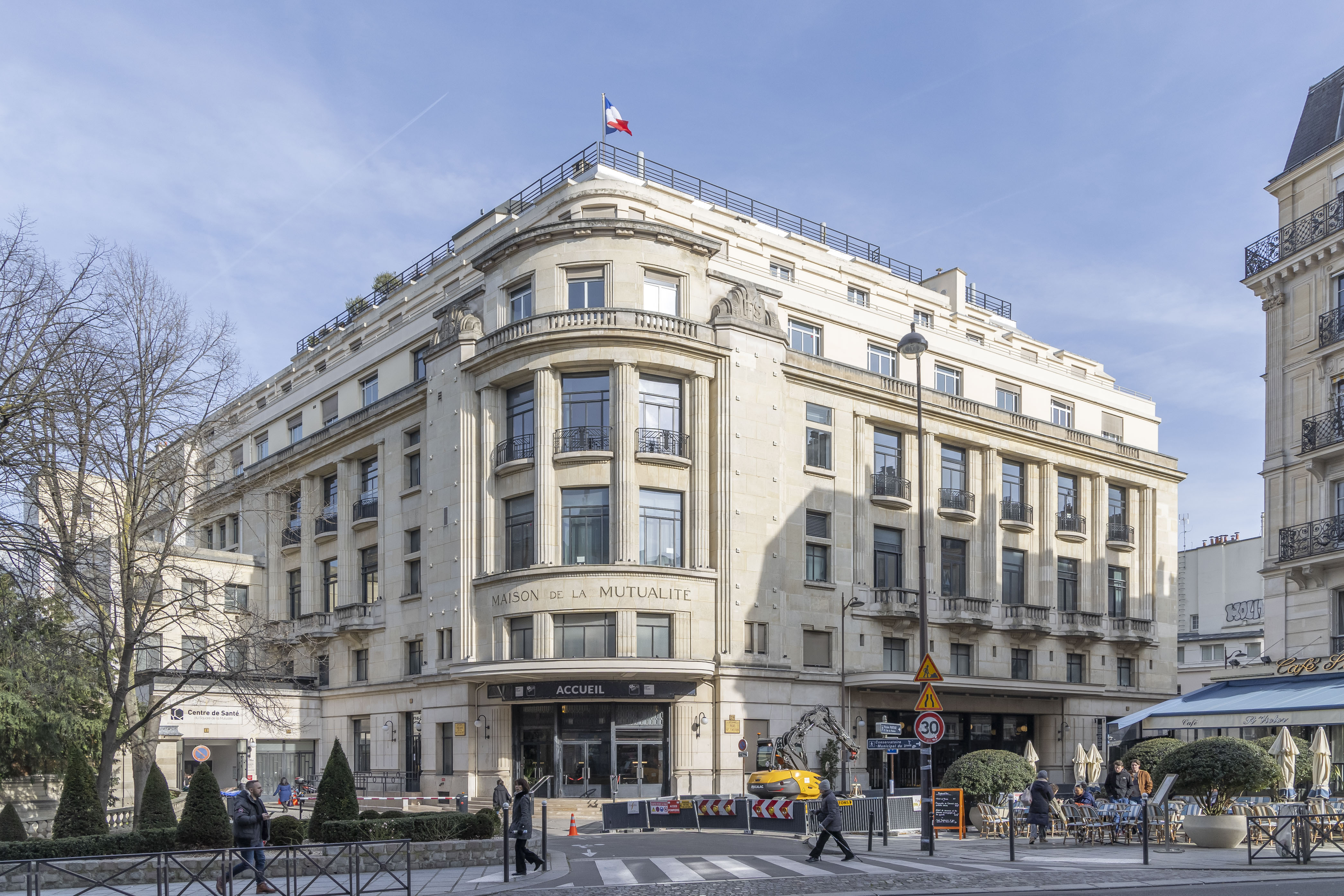
Головний вхід La Mutualité під час виборчої зустрічі Олів'є Безансено

Будинок взаємного страхування (фр. Maison de la Mutualité (часто скорочено до la Mutualité) — конференц-центр на вулиці Сен-Віктор, 24, 5-й округ Парижа, Франція. Найближча станція метро Maubert-Mutualité.

## Короткий опис
Це штаб-квартира федерації некомерційних взаємних страховиків регіону Іль-де-Франс, яка здає свої зали та кімнати стороннім користувачам. Конференц-центр має прибудований ресторан.
La Mutualité проводить різноманітні заходи, від щорічних зборів акціонерів малих компаній до важливих зустрічей національних політичних партій. Тож з цієї причини нерідко з'являється в новинах.
Театр Maison de la Mutualité використовувався як місце для запису класичної музики, зокрема для багатьох записів оркестру Паризької консерваторії після Другої світової війни, але також і в останні роки, наприклад, Deutsche Grammophon для Quatuor pour Месіана la fin du temps і Philips для Cavalleria rusticana диригував Семен Бичков.
Тут співали французькі автори-виконавці анархісти Лео Ферре (див. концертний альбом Léo Ferré Mai 68) і Рено. Конголезька група Zaïko Langa Langa була хедлайнером багатьох концертів у залі між 1989 і 1991 роками.
У 1950 році під час конференції в Будинку взаємного страхування було засновано Міжнародну асоціацію взаємного стархування.